# Virginia Slims of Utah 1985
Il Virginia Slims of Utah 1985 è stato un torneo di tennis giocato sul sintetico indoor. È stata la 4ª edizione del torneo, che fa parte del Virginia Slims World Championship Series 1985. Si è giocato a Salt Lake City negli USA dal 9 al 15 settembre 1985.

## Campionesse

### Singolare
Stephanie Rehe ha battuto in finale  Camille Benjamin con il punteggio di 6–2, 6–4

### Doppio
Svetlana Černeva /  Larisa Neiland hanno battuto in finale  Rosalyn Fairbank /  Beverly Mould con il punteggio di 7–5, 6–2